# Florencia Raggi
Florencia Raggi (Buenos Aires, 29 d'octubre de 1972) és el nom artístic de María Florencia Marinovich una actriu argentina.
És filla de l'actriu i directora Nilda Raggi.

## Trajectòria

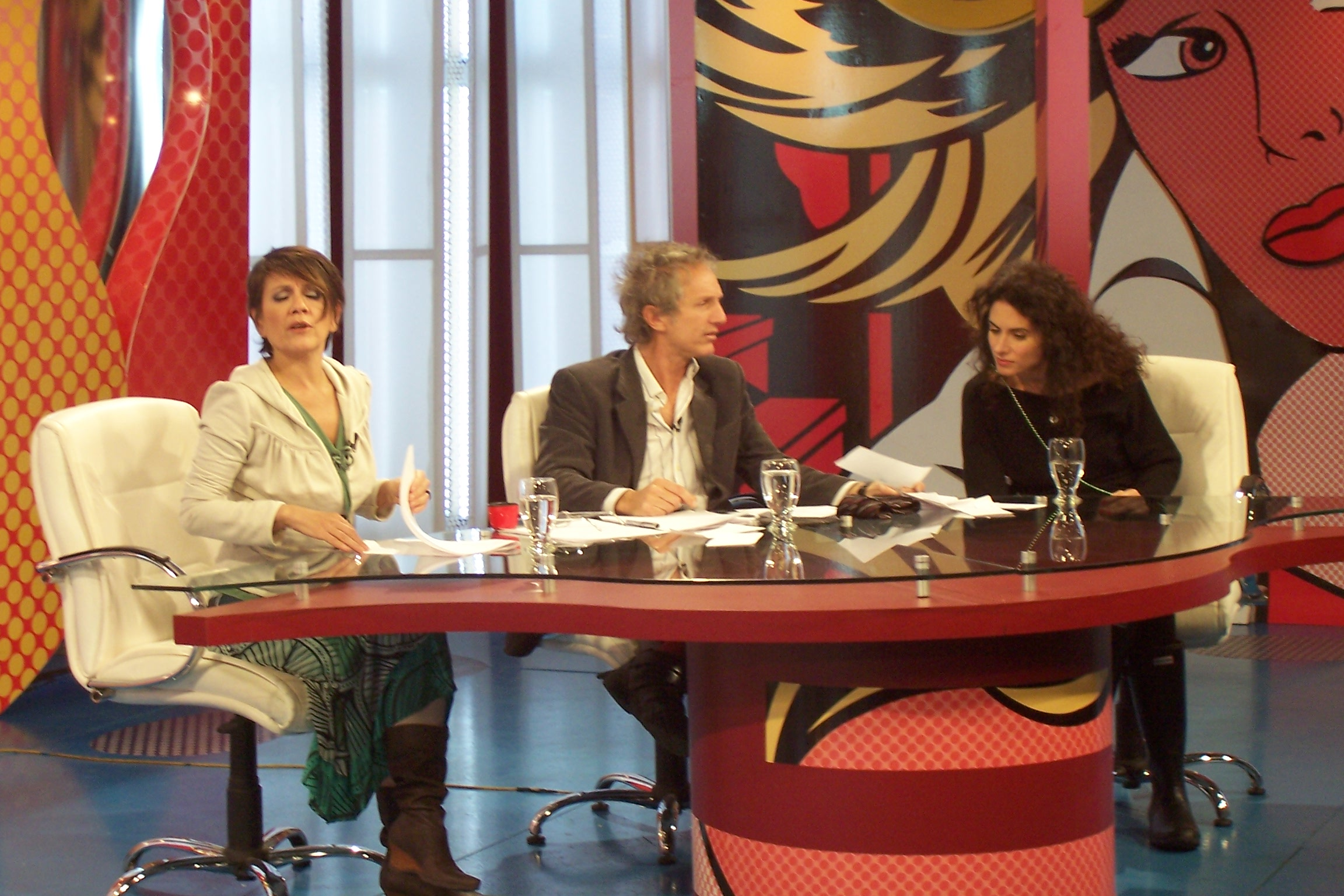
Florencia Raggi al programa Dejámelo pensar (el 2007), conduït per Sandra Russo i Boy Olmi.

### Carrera com a model
Va començar la seva carera en el món de l'espectacle com a model quan encara estava al col·legi secundari. Quan tenia vint anys ja era una top model de l'Argentina, era part de l'agència de Ricardo Piñeiro. Als 23 va deixar les passarel·les per dedicar-se de ple a l'actuació. Va estudiar amb Julio Chávez, Raúl Serrano, Cristina Moriera, i Bob Andew, entre altres mestres.
En 1994 després de ser entrevistada per Nicolás Repetto al seu programa Nico, la va cridar per convidar-la a sortir aquesta mateixa nit.Des d'aquest moment no es van separar més, van conviure i es van casar. Van tenir dos fills; RRenata, dos anys major que Francisco, el seu altre fill.

### Carrera com a actriu
Va començar participant de la sèrie televisiva Poliladron, i d'aquí Pol-ka la convoca per coprotagonitzar Carola Casini. Després arriba el seu primer protagonista en la novel·la Milady. Li segueixen papers en programes com ara Primicias, Tiempo final, Mujeres asesinas, Mitos, Un año para recordar i participacions a Mujeres de nadie, Malparida, Ciega a citas, etc.
En teatre debuta amb una obra de comèdia de l'art Payasos imperiales i la segueixen La señorita de Tacna (al costat de Norma Aleandro, Cinco mujeres con el mismo vestido i El regreso del tigre (al costat de Luis Brandoni i Patricio Contreras).
En cinema va participar en La antena (pel·lícula multipremiada d'Esteban Sarpir), i després va protagonitzar Hunabkú (de Pablo César), Cómplices del silencio (de Stefano Incerti), i Tres deseos (de Vivian Imar i Marcelo Trotta).
Per la seva actuació en la coproducció italoargentina Cómplices del silencio va rebre el premi a la millor actriu en la Mostra de Cinema dello Stretto (Sicília), i l'Acadèmia de les Arts Cinematogràfiques la va nominar en la rúbrica Revelació pel seu treball a Tres deseos.

## Televisió
| Any       | Programa                             | Personatge/Rol                    | Notes                                                  |
| --------- | ------------------------------------ | --------------------------------- | ------------------------------------------------------ |
| 1996      | Poliladron                           |                                   | 1 episodi. Personatge coprotagonista                   |
| 1997      | Carola Casini                        | Debora Hudson                     | Personatge co-protagonista (176 episodis).             |
| 1997-1998 | Milady, la historia continúa         | Delfina Taylor                    | (132 episodis).                                        |
| 2000      | Primicias                            | Alejandra Casanova                | (220 episodis).                                        |
| 2001      | Tiempo final                         | María                             | (1 episodi).                                           |
| 2001-2002 | Poné a Francella                     |                                   |                                                        |
| 2003      | Zafando, por ahora                   | Luz                               |                                                        |
| 2007      | Mujeres asesinas 3                   | Laura                             | Cap. 3: "Nora, ultrajada"                              |
| 2007      | Mujeres de nadie                     | Lucía                             | (25 episodis).                                         |
| 2008      | Variaciones                          | Cecilia                           | Episodi: "Rehenes"                                     |
| 2009      | Mitos, crónicas del amor descartable | Paula                             | (13 episodis).                                         |
| 2009      | Revelaciones                         | Mara                              | Programa especial de la Fundación Huésped              |
| 2010      | Ciega a citas                        | Liz                               | (15 episodis).                                         |
| 2010      | Malparida                            | Lara Balpadossi(†).               | (vilana)                                               |
| 2011      | Un año para recordar                 | Julia                             | (vilana) (90 episodis).                                |
| 2011      | Historias en movimiento              |                                   | Episodi: "Un alto en el campo".                        |
| 2012      | El hombre de tu vida                 | Luciana                           | 1 episodi                                              |
| 2013      | Historia clínica                     | María de los Remedios de Escalada | 1 episodi                                              |
| 2013      | Historias de corazón                 | Sandra                            | Episodi: "La profe".                                   |
| 2013      | Los vecinos en guerra                | Lila                              | Participació especial                                  |
| 2014      | Mis amigos de siempre                | Natalia i Clara (bessones).       | Participació especial                                  |
| 2014      | Quererte bien                        | Andrea                            | Protagonista Programa especial de la Fundación Huésped |
| 2015      | Noche y día                          | Sofía Santa María                 | Participació especial                                  |
| 2018      | Rizhoma Hotel                        | Laura                             | 2 capítols                                             |
| 2019      | Monzón                               | Patricia Rosello                  | Elenc principal                                        |

## Cinema
| Any  | Pel·lícula             | Personatge/Rol | Notes        |
| ---- | ---------------------- | -------------- | ------------ |
| 2001 | Causa efecto           |                |              |
| 2007 | La antena              |                |              |
| 2007 | Hunabku                | Mabel          |              |
| 2008 | Cómplices del silencio | Ana Ramírez    |              |
| 2009 | Tres deseos            | Victoria       |              |
| 2010 | Más adelante           | La República   | Curtmetratge |
| 2013 | Mala                   | Rosario        |              |
| 2017 | Adiós querido Pep      | Isabel         |              |
| 2022 | Noche americana        | Michelle Simon |              |

## Teatre
| Any       | Obra                               | Personatge |
| --------- | ---------------------------------- | ---------- |
| 2003-2004 | Qué supimos conseguir              |            |
| 2004-2005 | La señorita de Tacna               |            |
| 2006      | Cinco mujeres con el mismo vestido |            |
| 2008      | A propósito de la duda             |            |
| 2009      | El regreso del tigre               |            |
| 2013-2014 | La casa de Bernarda Alba           | Angustias  |
| 2018-2019 | Cuerpos perfectos                  |            |
| 2021-2022 |                                    |            |

## Premis
| Premis | Premis                           | Premis                                                                     | Premis                     | Premis |
| Any    | Categoria                        | Premi                                                                      | Per                        |        |
| ------ | -------------------------------- | -------------------------------------------------------------------------- | -------------------------- | ------ |
| 2008   | Reconeixement per tasca d'actriu | "Cien años del Teatro Maipo"                                               | Cicle d'obres semimuntades |        |
| 2009   | Millor actriu                    | "Mostra de Cinema dello stretto". (Sicilia, Italia).                       | Cómplices del silencio     |        |
| 2010   | Revelació (Nominada)             | Premis Sur. (Academia de Arte y Ciencias Cinematográfica de la Argentina). | Tres deseos                |        |